# Дилян Димитров
Дилян Димитров е български футболист, полузащитник на ФК „Партизан“ (Червен бряг). Димитров е юноша на Белите орли (Плевен), с който подписва първия си професионален договор на 17-годишна възраст.

## Кариера
В своята футболна кариера се е състезавал още за отборите на ФК „Партизан“ (Червен бряг), ПФК „Чавдар“ (Бяла Слатина), ПФК „Ком-Миньор“ (Берковица), ФК „Академик“ (Свищов), „Ботев“ (Враца), ПФК „Литекс“ (Ловеч) и ФК „Вихър“ (Славяново). Избран е за футболист на годината на ПФК „Чавдар“ (Бяла Слатина) през 2009 г.
През лятото на 2010 г. преминава пробен период в елитния израелски „Апоел Раанана“. Ръководството на израелския клуб предлага 3-годишен контракт на футболиста, но ден преди заминаването му за Израел, заради промяна във финансовите условия по трансфера, сделката се проваля.

## Биография
Дилян Димитров е роден на 02.12.1988 г. в град Червен бряг. Тренира футбол от ранна детска възраст под ръководството на местния футболен треньор Николай Павлов. Именно Павлов става основен инициатор за записването на Дилян Димитров в спортното училище „Георги Бенковски“ в град Плевен.
На 12-годишна възраст Димитров започва първи тренировки с юношеската формация на ПФК „Белите орли“ (Плевен), където тренира под ръководството на известния плевенски футболист и треньор Милко Гаврилов.

## Кариера
През пролетта на 2006 г. Дилян Димитров подписва първия си професионален договор с отбора на ПФК „Белите орли“ (Плевен). Димитров прави своя дебют в професионалния футбол на 17-годишна възраст, през пролетта на същата година. Халфът записва 3 сезона с екипа на „Белите орли“, а през 2008 година преминава в друг професионален тим – ПФК „Чавдар“ (Бяла Слатина).
С отбора на ПФК „Чавдар“, Дилян Димитров изиграва силен есенен полусезон 2009/2010, като в края на 2009 г., след проведено допитване в сайта на белослатинския тим, е избран за Футболист на годината.
С екипа на ПФК „Чавдар“ (Бяла Слатина) Димитров изиграва общо 22 официални мача, в които отбелязва 5 гола.
В началото на следващата, 2010 година, Дилян Димитров преминава в отбора на ПФК „Ком-Миньор“ (Берковица), в който играе в продължение на 1 година, записвайки участие в 26 официални срещи, в които отбелязва 1 гол.
След силен първи полусезон с екипа на „Ком-Миньор“, Дилян Димитров привлича вниманието на елитния израелски „Апоел Раанана“ и през лятото на 2010 г. полузащитникът преминава 10-дневен пробен период в отбора на „Апоел“. Ръководството на израелския клуб предлага 3-годишен контракт на футболиста, но в деня на заминаването му за Израел, мениджърът на Димитров изисква промяна във финансовите условия по трансфера и сделката се проваля.
През пролетта на 2011 година, Дилян Димитров е привлечен за втори път в кариерата си в състава на завърналия се в професионалния футбол отбор на „Чавдар“ (Бяла Слатина). За „белослатинци“ полузащитникът играе в продължение на 2 полусезона, в който записва участие в общо 26 срещи.
След отказа на „Чавдар“ от по-нататъшно участие в Западната Б група, през пролетта на 2012 година, Димитров преминава в състава на третодивизионния ФК Партизан (Червен бряг). Полузащитникът взима участие във всички 12 срещи от пролетния полусезон на сезон 2011/2012, като отбелязва 3 гола. В края на полусезона Димитров е избран за капитан на тима.
През есенния полусезон на сезон 2012/2013 Дилян Димитров взима участие в 14 срещи, в които записва пълен брой игрови минути и отбелязва 6 попадения. С играта си Димитров привлича вниманието на старши треньора на елитния „Ботев“ (Враца) - Антони Здравков, който го взима в състава си. 
Следва период в Академик (Свищов), с който Димитров печели промоция в Б Професионална Футболна Група, а през следващия сезон е привлечен от „Партизан“ (Червен бряг). Полузащитникът записва 15 мача с екипа на „червенобрежкия“ тим, в които отбелязва 4 попадения, а с играта си отново привлича вниманието на ръководството на „Ботев“ (Враца), където продължава кариерата си през сезон 2015/2016. С тима от Враца, Дилян Димитров отново печели промоция в професионалния футбол, но след края на сезона се разделя с клуба, за да продължи кариерата си в отбора на „Литекс“ (Ловеч).
През сезон 2016/2017, под ръководството на старши треньора на Литекс Живко Желев, Дилян Димитров е неизменен титуляр, като допринася с играта си за спечелването на шампионата в Северозападната Трета лига и връщането на „ловешкия“ тим в професионалния футбол, както и за достигането на тима до полуфиналната фаза на турнирите за Купата на България и Купата на аматьорската футболна лига. Тимът отпада от двете надпревари след поражения съответно от Лудогорец (Разград) и ЦСКА 1948 (София).
На 09.01.2018г. Димитров и ПФК „Литекс“ (Ловеч) се разделят по взаимно съгласие, след като халфът по-рядко намира място в състава на ловчанлии. През следващите 3 години Димитров играе за амбициозния тим на ФК „Вихър“ (Славяново). През първата половина от престоя му в Славяново, полузащитникът изиграва 45 мача, в които отбелязва 3 попадения и е избран за капитан отбора. Следват 3 полусезона, в които Димитров лекува контузии, които не му позволяват да се завърне в игра. В началото на 2021г. Дилян Димитров напуска тима от Славяново и се завръща в Червен бряг.

## Статистически данни
| Отбор                          | Сезон                          | Мачове | Минути | Голове | Ж.К | Ч.К |
| ------------------------------ | ------------------------------ | ------ | ------ | ------ | --- | --- |
| ПФК Белите орли (Плевен)       | 2006/2007                      | 7      | 180    | 0      | 1   | 0   |
| ПФК Белите орли (Плевен)       | 2007/2008                      | 14     | 395    | 1      | 2   | 0   |
| ПФК Белите орли (Плевен)       | 2008/2009                      | 9      | 310    | 2      | 4   | 1   |
| ПФК Чавдар (Бяла Слатина)      | 2008/2009                      | 4      | 270    | 0      | 1   | 0   |
| ПФК Чавдар (Бяла Слатина)      | 2009/2010                      | 19     | 1472   | 5      | 8   | 1   |
| ПФК Ком-Миньор (Берковица)     | 2009/2010                      | 12     | 1080   | 1      | 2   | 0   |
| ПФК Ком-Миньор (Берковица)     | 2010/2011                      | 14     | 1131   | 0      | 4   | 1   |
| ПФК Чавдар (Бяла Слатина)      | 2010/2011                      | 13     | 1058   | 0      | 1   | 0   |
| ПФК Чавдар (Бяла Слатина)      | 2011/2012                      | 13     | 914    | 0      | 2   | 0   |
| ОФК Червен бряг (Червен бряг)  | 2011/2012                      | 12     | 1080   | 3      | 4   | 0   |
| ОФК Червен бряг (Червен бряг)  | 2012/2013                      | 14     | 1260   | 6      | 1   | 0   |
| ПОФК Ботев (Враца)             | 2012/2013                      | 0      | 0      | 0      | 0   | 0   |
| ФК Академик (Свищов)           | 2012/2013                      | 7      | 630    | 0      | 1   | 0   |
| Партизан (Червен бряг)         | 2013/2014                      | 15     | 1320   | 4      | 1   | 0   |
| ПОФК Ботев (Враца)             | 2014/2015                      | 12     | 936    | 1      | 4   | 0   |
| ПОФК Ботев (Враца)             | 2015/2016                      | 28     | 2380   | 3      | 4   | 0   |
| ФК Литекс (Ловеч)              | 2016/2017                      | 42     | 3570   | 6      | 7   | 0   |
| ФК Вихър (Славяново)           | 2017/2018                      | 15     | 1238   | 1      | 3   | 0   |
| ФК Вихър (Славяново)           | 2018/2019                      | 30     | 2640   | 2      | 6   | 0   |
| ФК Вихър (Славяново)           | 2019/2020                      | 0      | 0      | 0      | 0   | 0   |
| ФК Партизан (Червен бряг)      | 2020/2021                      |        |        |        |     |     |
| ОБЩО В КАРИЕРАТА НА ФУТБОЛИСТА | ОБЩО В КАРИЕРАТА НА ФУТБОЛИСТА | 280    | 21744  | 35     | 54  | 3   |

Информация: SoccerWay, FootballDatabase, ФК Партизан (Червен бряг)